# NHK 월드 라디오 일본
NHK 월드 라디오 일본(NHK World Radio Japan)은 NHK가 운영하는 라디오 국제방송이다. 줄여서 라디오 일본(Radio Japan)이라고도 한다. NHK 월드는 NHK 국제방송의 총칭으로, 라디오 일본은 NHK 월드에 속해 있는 방송이다.

## 역사
1935년 6월 1일 영어와 일어로 진행하는 1시간짜리 라디오 프로그램이 북미 서부, 하와이주 방향으로 전파가 발사됨에 따라, 일본의 국제 방송이 막을 열었다. 원래는 정식 명칭이 없었지만, 청취자들에 의해 라디오 도쿄(Radio Tokyo)라는 비공식 명칭이 사용되었다. 이 영향으로 1941년 1월에는 라디오 도쿄가 공식명칭이 되었다.
라디오 도쿄라는 이름을 가진 NHK 국제방송은 일본이 패망한 후인 1945년 9월에 맥아더 사령부의 명령에 의해 중지되었지만, 1952년 2월에 라디오 일본(Radio Japan)이란 명칭으로 재개되었다. 1996년 6월에는 NHK 월드 라디오 일본으로 개칭 되어 현재 22개 언어를 사용해 방송을 하고 있다.

## 한국어 방송
NHK 라디오 일본 한국어방송은 국교수립 이전인 1960년 4월에 개국하였다. 하루 30분씩 6번 단파방송을 통해 대한민국과 조선민주주의인민공화국, 중국 동북지역을 향해 방송하고 있다. 인터넷으로도 들을 수 있다.
그리고 NHK 한국어방송은 일본 국내에서 제2라디오를 통해 한국어 뉴스를 평일 18:15~18:30(15분), 주말 18:10~18:20(10분) 편성을 중파로 방송하고 있다.

## 한국어 방송 주파수
| 한국 표준시            | 단파 주파수 | 비고                          |
| 18:15~18:45            | 5950 kHz    | 하절기(3월 말 ~ 10월 말) 적용 |
| 18:15~18:45            | 9700 kHz    | 동절기(10월 말 ~ 3월 말) 적용 |
| 20:30~21:00            | 6090 kHz    |                               |
| 21:30~22:00            | 6190 kHz    |                               |
| 22:30~23:00            | 6190 kHz    |                               |
| 23:30~00:00            | 6190 kHz    |                               |
| 07:09~07:30(뉴스 없음) | 9560 kHz    |                               |

자세한 세부 사항은 NHK 라디오 일본 영문 페이지 "How to Listen"의 Shortwave Radio부분을 참고 바람.

## 방송 언어
| - 한국어 - 영어 - 아랍어 - 버마어 - 벵골어 - 중국어 - 프랑스어 - 독일어 - 힌디어 - 인도네시아어 | - 이탈리아어 - 말레이어 - 페르시아어 - 파슈툰어 - 일본어 - 러시아어 - 스페인어 - 스와힐리어 - 스웨덴어 - 태국어 | - 우르두어 - 베트남어 |

## 같이 보기
- NHK 월드 재팬
- NHK 월드 텔레비전
- NHK 월드 프리미엄
- 일본방송협회